# الكدري (قفل شمر)

تعديل مصدري - تعديل

الكدري هي إحدى قرى عزلة المخلاف بمديرية قفل شمر التابعة لمحافظة حجة، بلغ تعداد سكانها 116 نسمة حسب تعداد اليمن لعام 2004.